# 帕斯图罗
帕斯图罗（義大利語：Pasturo），是意大利莱科省的一个市镇。总面积22.14平方公里，人口1945人，人口密度87.9人/平方公里（2009年）。国家统计（ISTAT）代码为097065。